# Вартенберг
Вартенберг (на немски: Wartenberg) е община (Marktgemeinde) в Горна Бавария, Германия с 5286 жители (към 31 декември 2016).
Намира се на 10 km от Мозбург, на 15 km от Ердинг, на 20 km от летище Мюнхен и на ок. 52 km от град Мюнхен.
Ок. 1116/1117 г. Вителсбахските пфалцграфове построяват един замък на „monte Wartenberc“.